# НК-43
НК-43 (11Д112) — жидкостный ракетный двигатель (ЖРД) предназначенный для установки на вторую ступень ракет-носителей Н1Ф, Н1Ф-Л3М.
НК-43 имеет общую с НК-33 верхнюю часть: камеру сгорания, турбонасосный агрегат, агрегаты автоматики и начальный участок сопла. Однако степень расширения его сопла увеличена. Внутренняя оболочка сопла до сечения диаметром 1500 мм изготовлена из бронзы, а остальная часть — из стали. Надёжность двигателя проверена при увеличении числа включений до 10.
Схема двигателя — замкнутая, с дожиганием.
Дата первого испытания — октябрь 1972 г. Дата Госиспытания — август 1973 г.
На хранении в Самарском научно-техническом комплексе имени Н. Д. Кузнецова находятся 12 двигателей НК-43.
Суммарный расход компонентов топлива (ракета-носитель Н1) 517,3 кг/с.
Геометрическая степень расширения сопла 70,0.
Количество оборотов ротора ТНА = 18500 об./мин.
Технический ресурс 1200 с.
Гарантийный ресурс 600 с.